# Prunus cerasoides
Prunus cerasoides, được gọi là Mai anh đào, tại vùng Tây Bắc còn gọi là hoa Tớ dày hoặc "Đào rừng”, là một loài thực vật thuộc chi Mận mơ phân chi anh đào. Loài này phân bố ở Đông Á và phía bắc Nam Á ở độ cao trên 1000 m. Thuộc cây ôn đới, loài này đã được mô tả khoa học lần đầu tiên bởi nhà thực vật học Scotland David Don.
Phạm vi phân bố kéo dài trong dãy Himalaya từ Himachal Pradesh ở phía trung-bắc Ấn Độ, tới Tây Nam Trung Quốc, Miến Điện và Thái Lan,trung du miền núi phía bắc Việt Nam, Tây Nguyên... Nó phát triển ở các khu rừng ôn đới, cận nhiệt đới ở độ cao từ 1.200-2.400 mét (3.900-7.900 ft).

## Mô tả

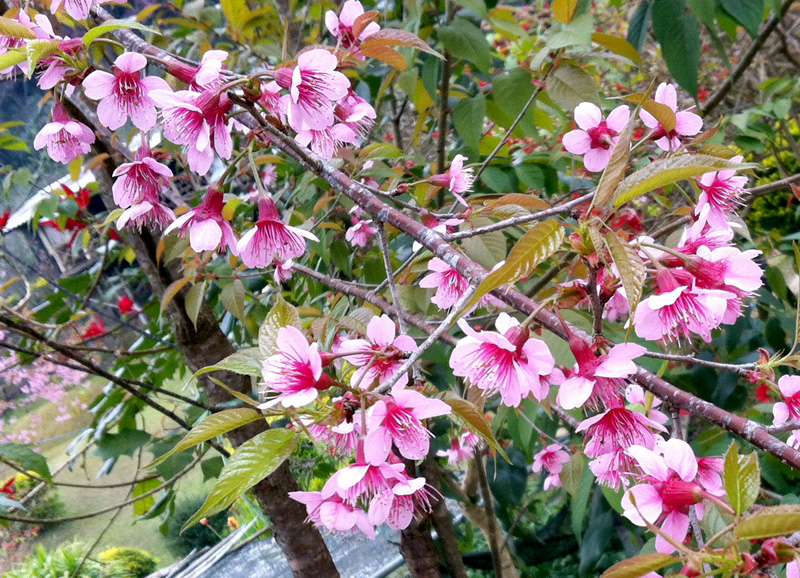
Prunus cerasoides ở Chiang Mai, Thái Lan

Prunus cerasoides là một loại cây lớn lên tới 30 mét (98 ft) chiều cao. Thân cây có vỏ bóng. Khi cây không có hoa, nó được đặc trưng bởi vỏ cây bóng và lá kèm có răng dài,trên mặt lá có lớp lông mịn.
Những bông hoa cây nở vào mùa cuối đông khoảng tháng 1 đến tháng 2 ở Việt Nam, Thái Lan, Đài Loan....và tháng 2 đến tháng 4 ở Nhật Bản, Hàn Quốc,Trung Quốc... rụng lá về thu đông. Bông hoa lưỡng tính và có màu trắng hồng nhạt màu. Nó có quả màu vàng hình trứng biến thành màu đỏ khi chín.

## Hình ảnh

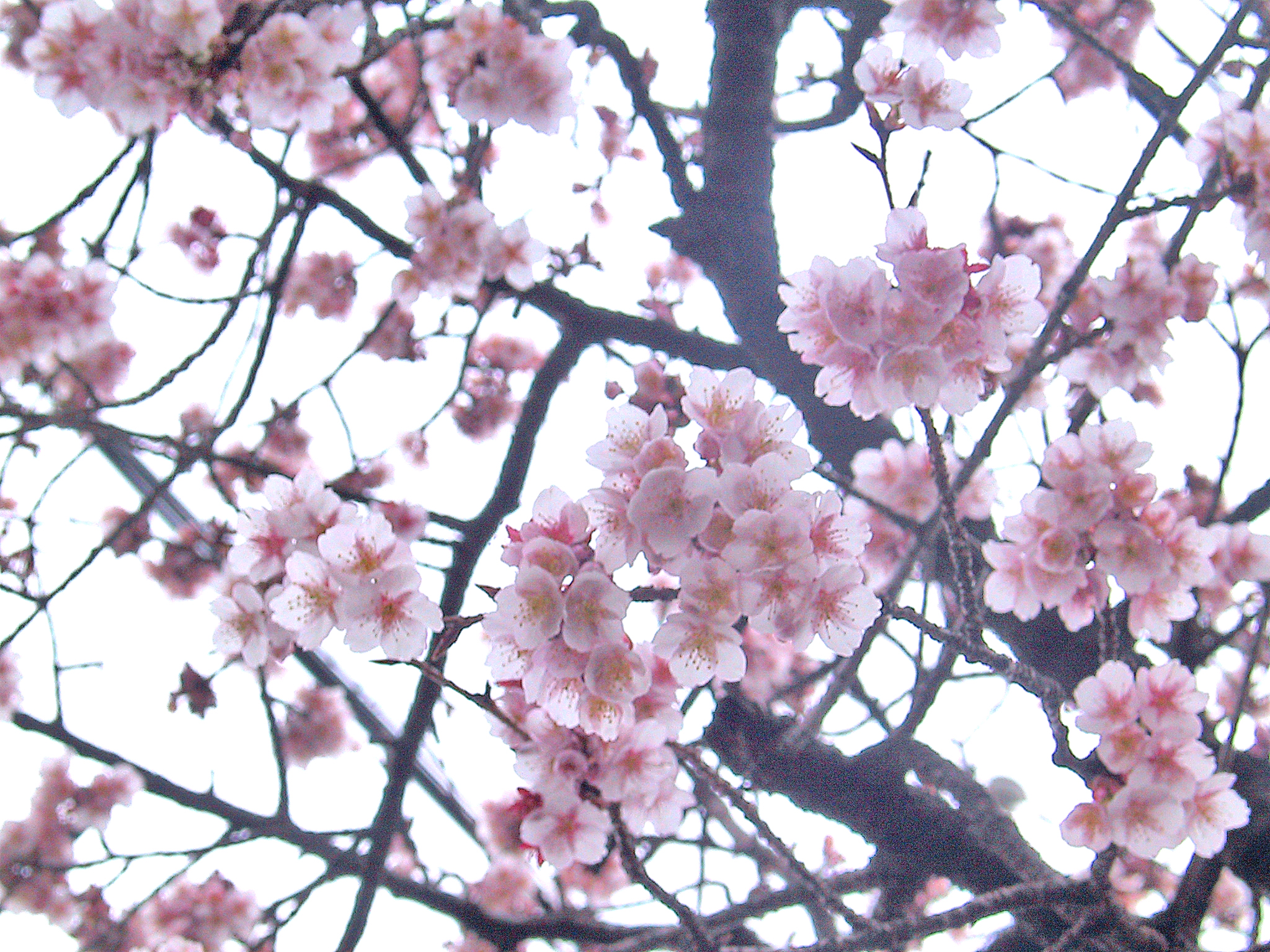
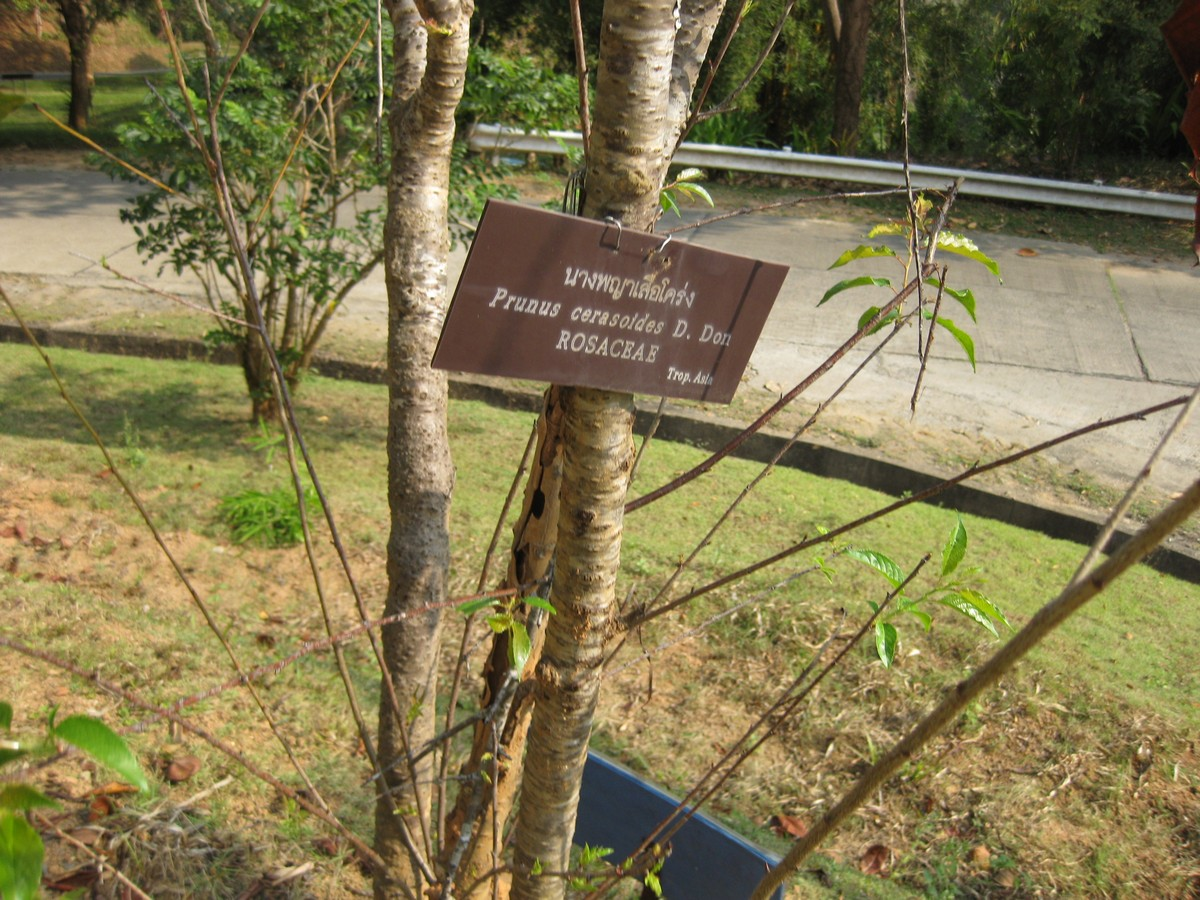
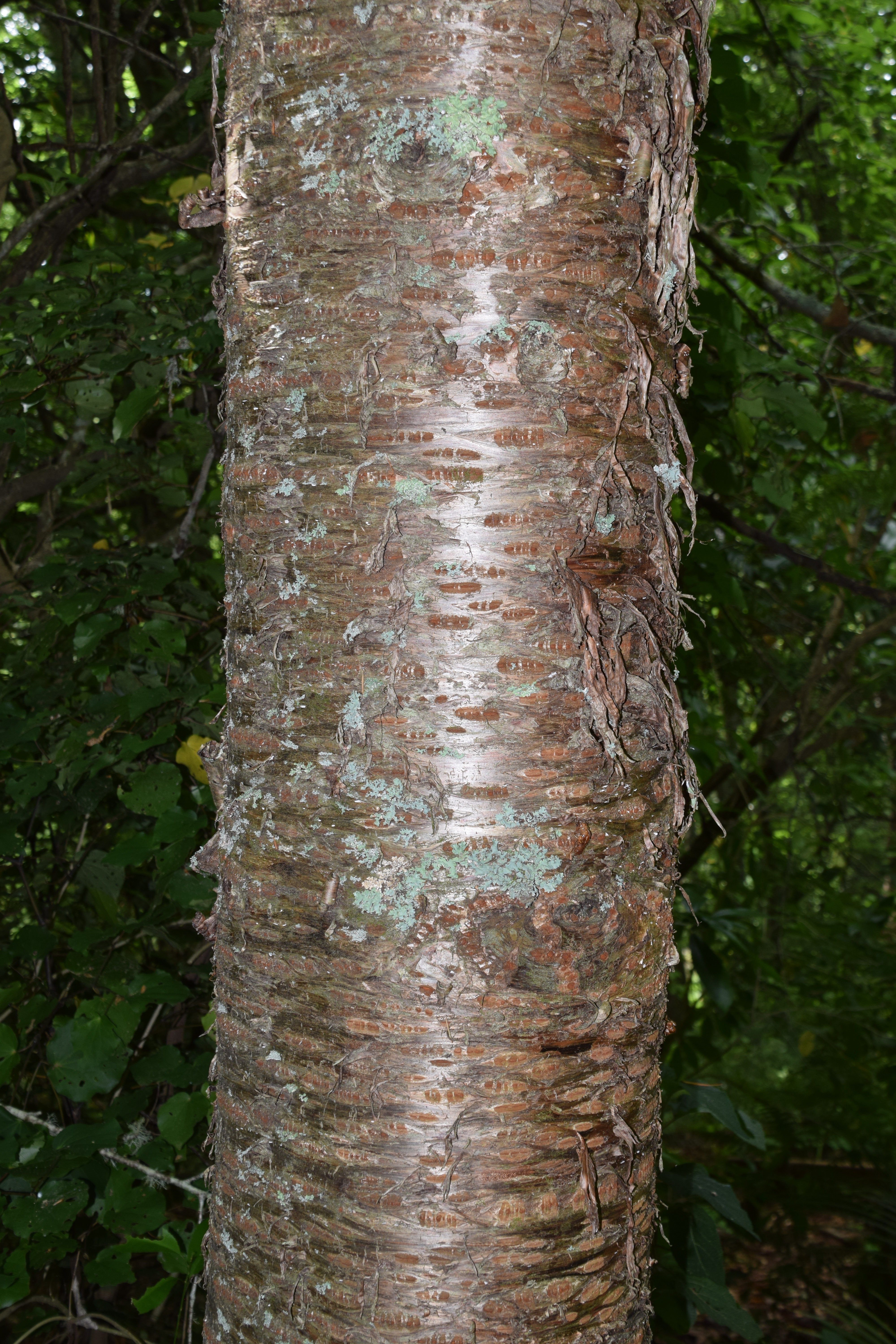
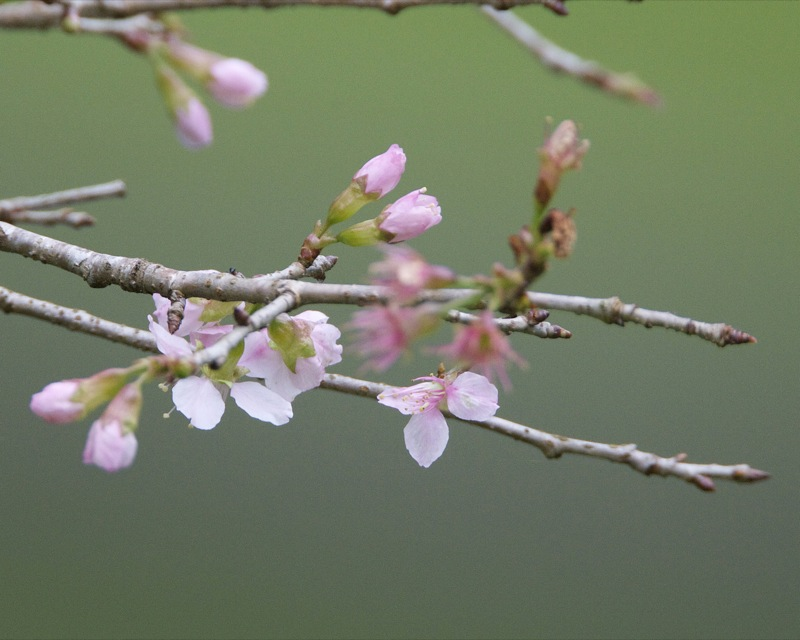
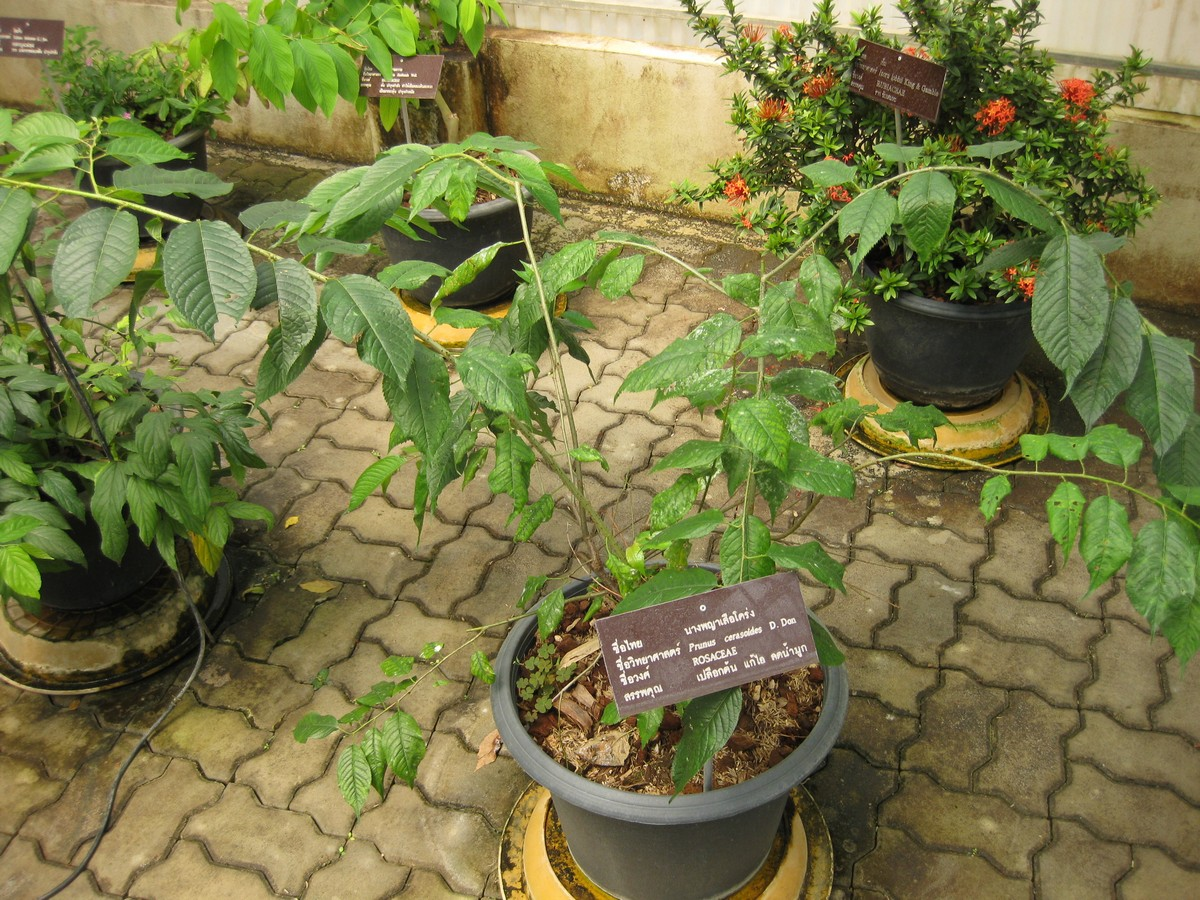
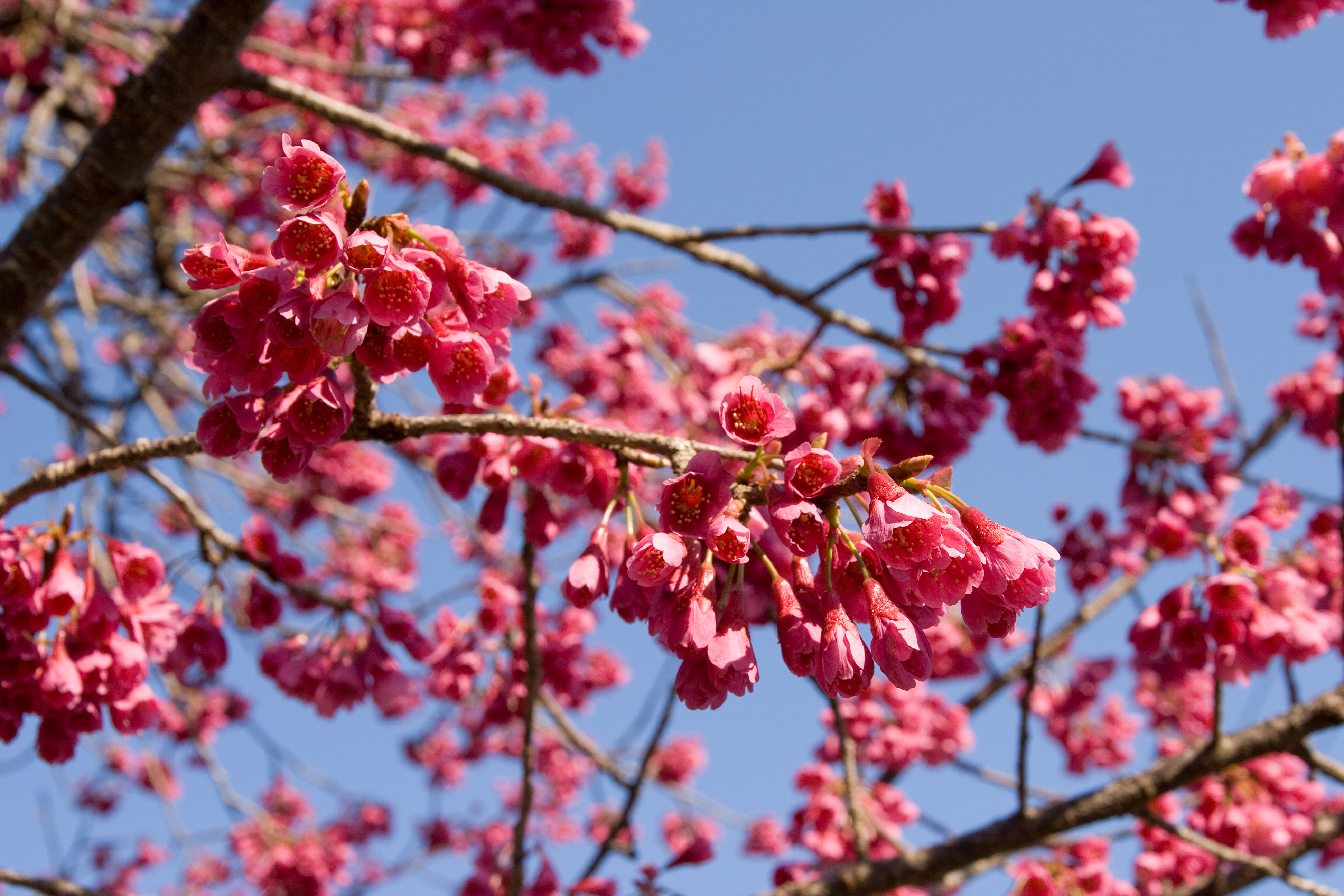
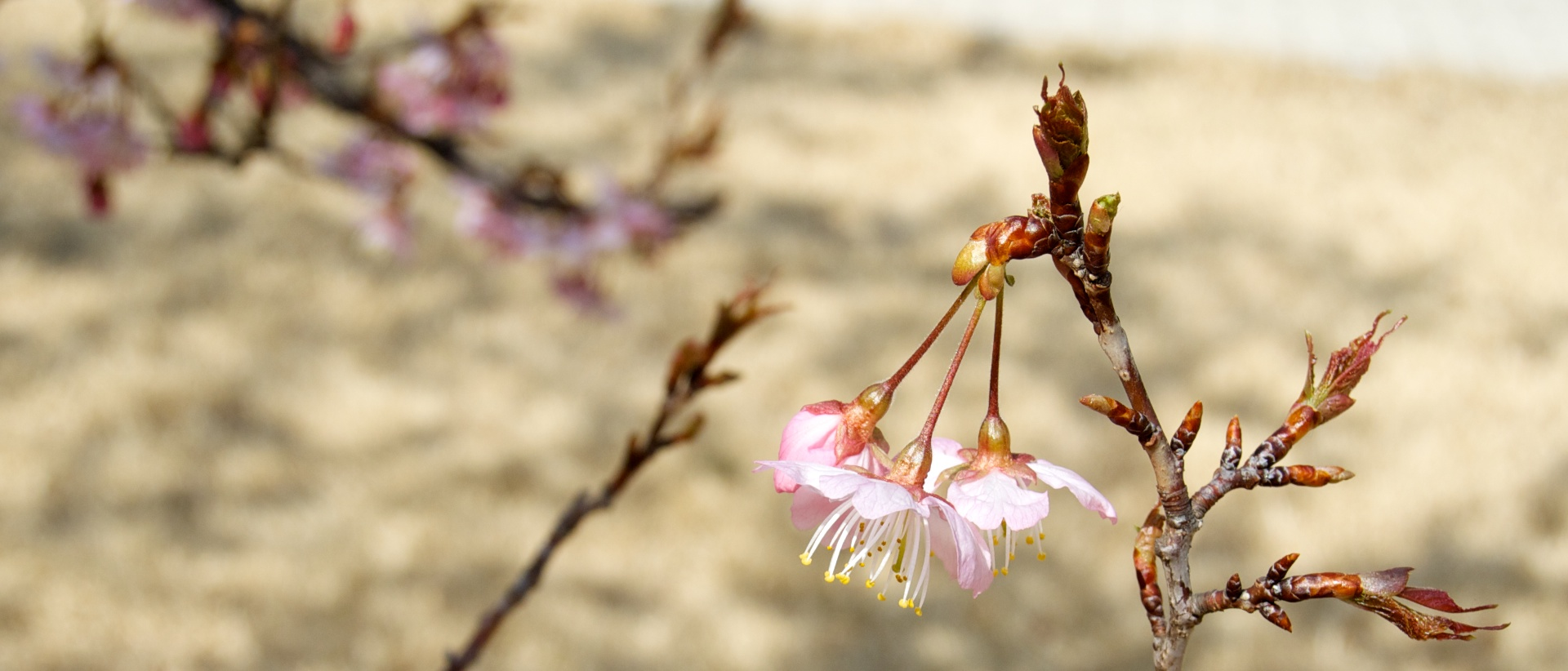
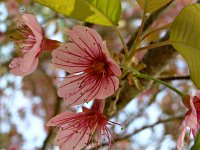
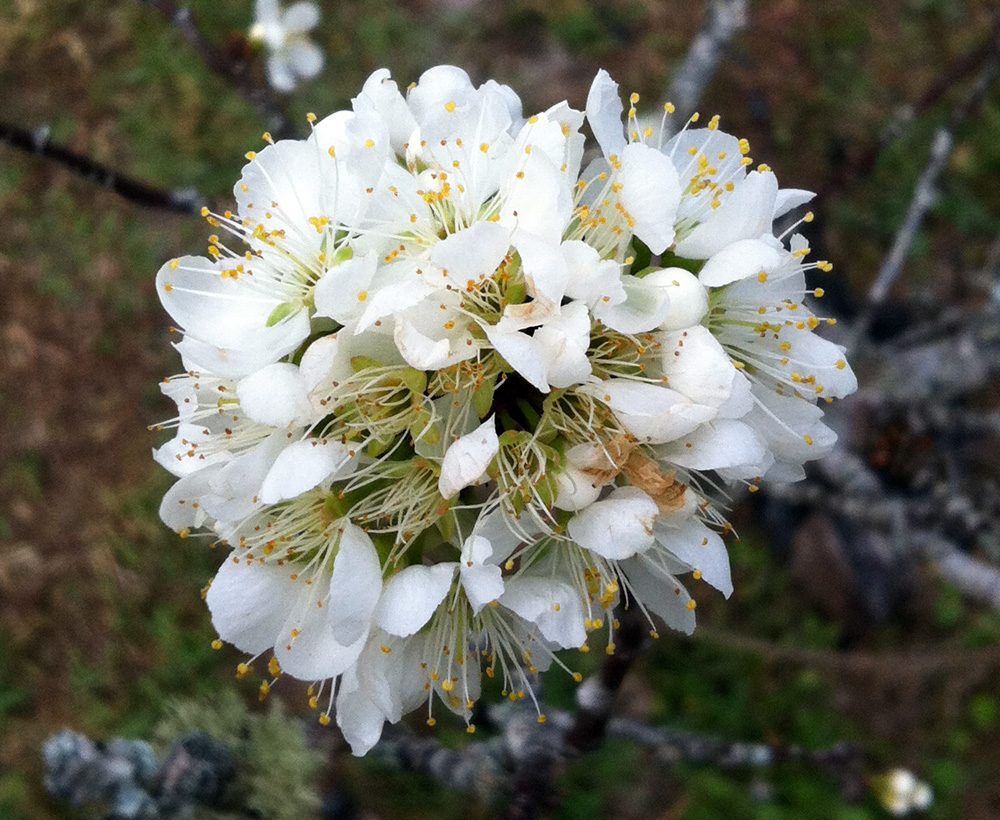
Prunus cerasoides trắng
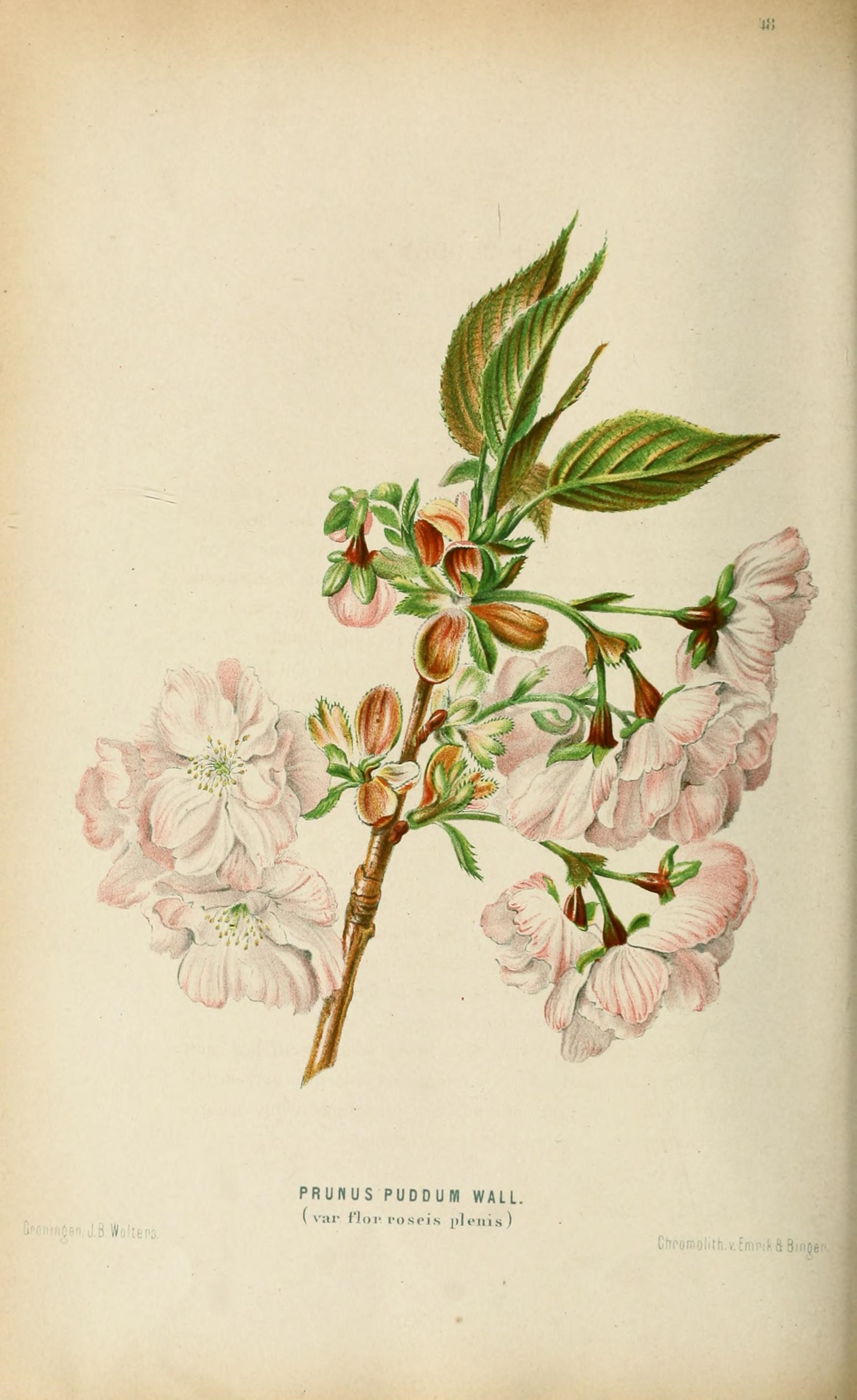